# میخایلو هورکا
میخایلو هورکا (انگلیسی: Mykhaylo Hurka؛ زادهٔ ۲۱ نوامبر ۱۹۷۵) بازیکن فوتبال اهل اوکراین است.
از باشگاه‌هایی که در آن بازی کرده‌است می‌توان به باشگاه فوتبال اوورلا اوژهورود اشاره کرد.